# Norbert Boretzky
Norbert Boretzky (* 10. Januar 1935 in Breslau) ist ein deutscher Linguist.
Nach dem Abitur in Halle studierte er zunächst 1953–1957 in Halle-Wittenberg Biologie und 1957–1962 in Bonn Slawistik, vergleichende Sprachwissenschaft und Zoologie. 1962 wurde er mit der Arbeit Der Tempusgebrauch in Kurbskijs "Istorija velikago knjazja Moskovskago" zum Dr. phil. promoviert. 1970 habilitierte er sich bei Karl Horst Schmidt.
1963–1967 war er Assistent am Slavischen Seminar der Universität Tübingen, ab 1967 Assistent am Sprachwissenschaftlichen Institut der Ruhr-Universität Bochum. Nach der Habilitation 1970 war er dort Privatdozent, außerplanmäßiger Professor und zuletzt ordentlicher Professor für vergleichende Sprachwissenschaft Seine Schwerpunkte sind die Erforschung von Romani-Dialekten, historische Linguistik, Interferenzlinguistik, Kreolistik (slawische Sprachen, Balkansprachen, Kreolsprachen).

## Festschrift
- Birgit Igla, Thomas Stolz (Herausgeber): „Was ich noch sagen wollte-- “. A Multilingual Festschrift for Norbert Boretzky on Occasion of His 65th Birthday. Akademie-Verlag, Berlin 2001, Reprint: De Gruyter, Berlin/Boston 2017. ISBN 9783050079851.